# Gaya (Indien)
Gaya (Hindi: गया) ist eine Stadt im nordindischen Bundesstaat Bihar mit gut 500.000 Einwohnern. Sie ist Verwaltungssitz des gleichnamigen Distrikts.

## Lage und Klima
Gaya liegt am Südrand der Gangesebene ca. 100 km (Fahrtstrecke) südlich von Patna, der Hauptstadt von Bihar, am Ufer des im Frühjahr meist trockenfallenden Falgu in einer Höhe von ca. 120 m. Die Temperaturen im Jahresverlauf sind warm bis heiß; Regen (ca. 1050 mm/Jahr) fällt nahezu ausschließlich während der sommerlichen Monsunzeit.

## Bevölkerung
| Jahr      | 1901   | 1951    | 2001    | 2011    |
| Einwohner | 71.288 | 133.700 | 389.192 | 468.614 |

Gut 79,5 % der mehrheitlich Magadhi, Hindi und Urdu sprechenden Bevölkerung sind Hindus, etwa 18,5 % sind Moslems; andere Religionen wie Sikhs, Buddhisten, Jains und Christen etc. bilden zahlenmäßig kleine Minderheiten. Der männliche Bevölkerungsanteil liegt ungefähr 12 % über dem weiblichen.

## Wirtschaft
Das Umland von Gaya ist in hohem Maße landwirtschaftlich orientiert und von Bewässerungskanälen durchzogen; in der stark wachsenden Stadt selbst haben sich Handwerker, Händler und Dienstleister aller Art niedergelassen.

## Geschichte
Im 6. und 5. Jahrhundert v. Chr. residierte in der Region die Magadha-Dynastie; in dieser Zeit besuchten der Überlieferung zufolge auch Siddharta Gautama, der spätere Buddha, und Mahavira, der Begründer des Jainismus, die Stadt. Über die mittelalterliche Geschichte Gayas ist kaum etwas bekannt; sie wurde sicherlich von der Auseinandersetzung zwischen Hindus und dem vordringenden Islam geprägt, dem sämtliche alten Tempel zum Opfer fielen und auch eventuell noch vorhandene Spuren des Buddhismus wurden vernichtet. Um das Jahr 1486 wurde in der ca. 140 km westlich gelegenen Stadt Sasaram Sher Khan Suri geboren, dem es in den Jahren nach 1531 gelang, große Teile Bihars und Bengalens unter seine Kontrolle zu bringen; er straffte und organisierte das Mogulreich und ließ große Teile der späteren Grand Trunk Road anlegen und befestigen. Seit dem 19. Jahrhundert stand die Stadt unter der Kontrolle der Briten.

## Sehenswürdigkeiten

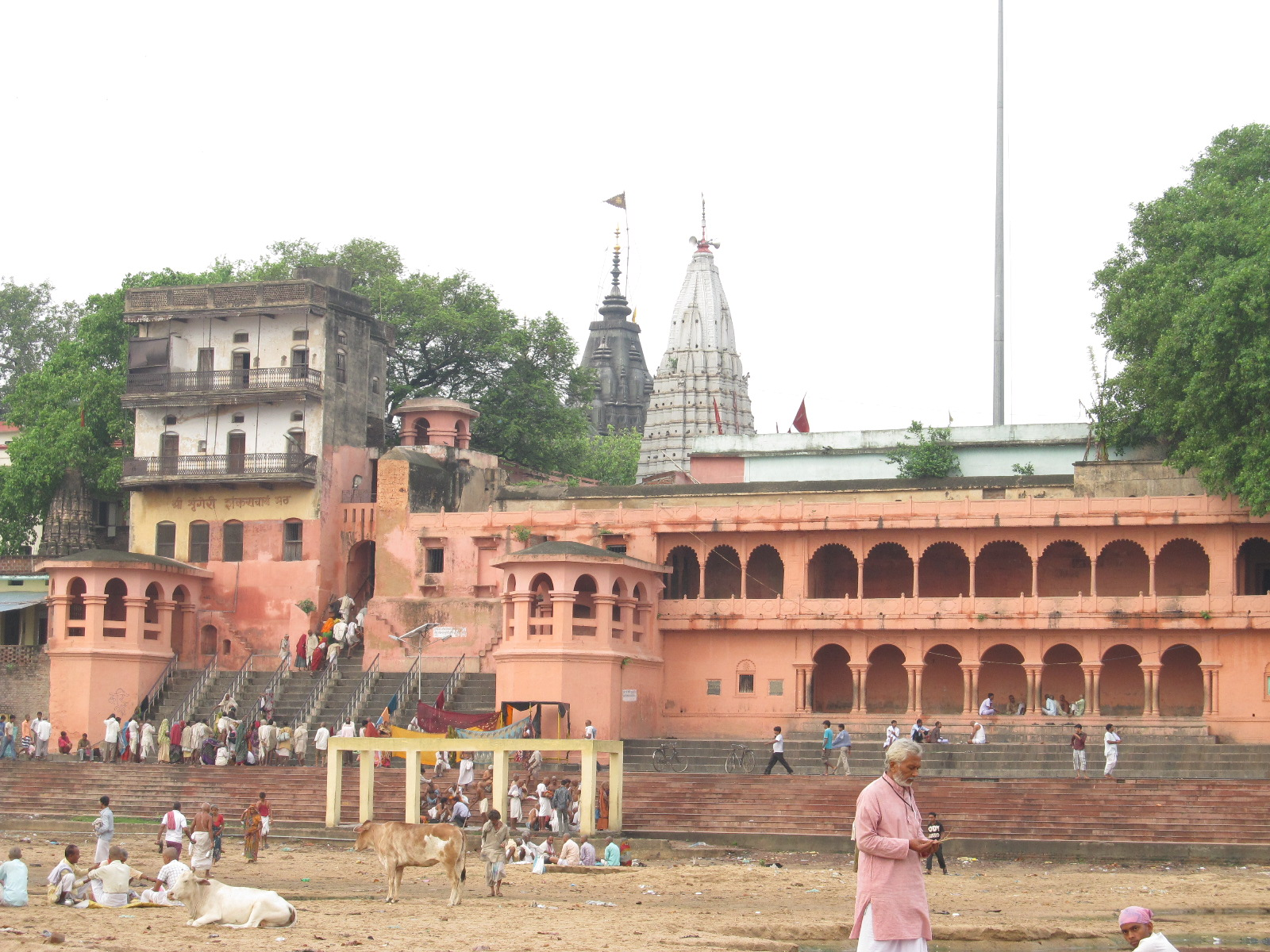
Ghats beim Vishnupada-Tempel

- Haupttempel der Stadt ist der Vishnupada-Tempel am Ufer des Falgu. In ihm wird ein Fußabdruck Vishnus gezeigt. Der heutige Bau mit seinem Shikhara-Turm über der Cella (garbhagriha) ähnelt klassischen nordindischen Tempeln; er stammt jedoch erst aus dem Jahr 1787. Zum oft ausgetrockneten Flussbett hinunter führen Treppenstufen (ghats).
- Ebenfalls von großer religiöser Bedeutung ist der auf einem Hügel gelegene und bereits in alten Texten erwähnte Mangla-Gauri-Tempel, der einer Muttergöttin (devi) geweiht ist. Der heutige Tempel entstand jedoch erst im 16. Jahrhundert. Im Tempelbezirk, der auch Schreine für Kali, Shiva, Ganesha und Hanuman umfasst, wird ein immer brennendes Feuer unterhalten, an welchem sich die Bewohner der Stadt mit Glut für ihren Herd versorgen konnten.
- Zahlreiche weitere Tempel, zum Teil mit Tempelteich, befinden sich in der Stadt bzw. in ihren Außenbereichen.

Umgebung
- Etwa 15 km südlich von Gaya liegt Bodhgaya, wo Gautama Buddha Erleuchtung erlangte. In Gaya selbst lehrte der Buddha 1000 Mönche die Adittapariyaya Sutta (= „Feuer Sutra“, S.35.28 im Pali-Kanon).[4]
- Ca. 31 km nördlich befinden sich die für die indische Höhlenarchitektur grundlegenden Barabar-Höhlen aus dem 3. Jahrhundert v. Chr.